# Catcliffe
Catcliffe är en ort och civil parish i Rotherham i Storbritannien. Den ligger i grevskapet South Yorkshire och riksdelen England, i den sydöstra delen av landet, 220 km norr om huvudstaden London. Catcliffe ligger 46 meter över havet och antalet invånare är 1 766.
Terrängen runt Catcliffe är huvudsakligen platt. Catcliffe ligger nere i en dal. Runt Catcliffe är det mycket tätbefolkat, med 1 266 invånare per kvadratkilometer. Närmaste större samhälle är Sheffield, 7,0 km väster om Catcliffe. Runt Catcliffe är det i huvudsak tätbebyggt.